# معبد شاولين

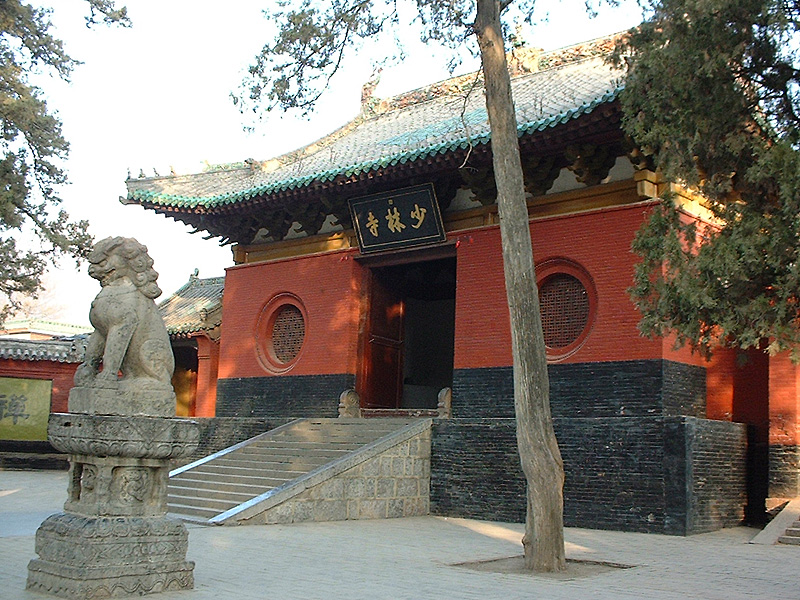
معبد شاولين

يقع'معبد شاولين (بالصينية: 少林寺)على مسافة تسعين كيلو مترا من شمال شرقي مدينة تشنغتشو، وثمانين كيلو متراَ من شمال غربي مدينة لويانغ في خنان غربي جبل سونشان بمحافظة دنفون، ولأن المعبد يختفي بين أشجار الغابات الوارفة عند سفح جبل شاوشي، فقد أخد اسمه شاولين، أي الغابة.

## تاريخ
بنى المعبد بأمر من الإمبراطور شياو ون في أسرة وى الشمالية في عام تاريخه التاسع عشر - عام 495م، وقد قدمه الإمبراطور خصيصا للراهب البوذي باتوه - الذي قدم من الهند لنشر البوذية. في عام شياوتشان الثالث - عام 427 الميلادي، وصل قوانغتشو عبر البحر الراهب البوذي - بوتيداموه - كبير أتباع سكيامونى من الجيل الثامن والعشرين ومنها ذهب إلى معبد شاولين مارا بمدينة نانجينغ، وعابرا نهر اليانغتسى. حيث قام بنشر البوذية بين عامة الشعب وجمع من يعتقد البوذية منهم. يعتبر بوتيداموه أول من جاء بالبوذية إلى الصين، كما أن معبد شاولين هو أول معبد للبوذية على التراب الصيني.
اشتهر معبد شاولين بتدريس البوذية والتدريب على الووشو. ومنذ أسرتي سوى وتانغ ذاعت شهرة ووشو شاولين، حتى تأسست طائفة شاولين ذات الأسلوب الفريد في أسرة سونغ، التي احتلت مكانة هامة في تاريخ الووشو الصيني خلال أسرتي يوان ومينغ، شهد معبد شاولين الذي كان به مايزيد على ألفى راهب أوج ازدهاره، ثم تراجع تدريجيا منذ منتصف أسرة تشينغ حتى حطمت بناياته المركزية تماما مع نيران الحرب التي وقعت مارس عام مينغقوه السابع عشر (1428). وبعد تأسيس الصين الجديدة، حظي المعبد غير مرة بالترميم والتجديد، وفي عام 1979 بشكل خاص، تم تجديد وترميم مختلف بنايات المعبد.
وبرغم أن معبد شاولين تعرض للتلف الخطير، ما زالت الأعمال الأثرية المحفوظة به وافرة منها مثلا: أكثر من 400 قطعة من النقوش الحجرية لمختلف الأسر التي تبعت أسرة تشى الشمالية، أكثر من 200 برج للقبور من الحجر والطوب من أسرة تانغ حتى أسرة تشينغ، قاعة معبد بوتيداموه الذي بنى في أسرة سونغ الشمالية، جداريات ملونة كبيرة الحجم تمثل 500 بوذي في أسرة مينغ، لوحات جدارية ملونة تعبر عن حركات ملاكمة شاولين، وتصور قصص إنقاذ ثلاثة عشر راهبا من معبد شاولين للأمير تشينغ، ورسم للرهبان وهم يتدربون على حركات أقدامهم.. وهذه الأعمال لها قيمة هامة في البحوث التاريخية والفنية والعلمية.

## من نظريات معبد شاولين
من المعروف لنا جميعا أن الماء هو سر من أسرار الحياة فبعض الأحيان نجده صلب قوي يستطيع أن يدمر أي شيء ببساطة شديدة وأحيانا أخرى نجده وهن حتى أنه يغرق أي شيء يقف عليه وكذلك الحديد من المعروف أنه من أصلب الأشياء أو المعادن الموجودة علي الأرض ولكننا نستطيع صهره فيكون أشد شراسة ولا يستطيع الإنسان لمسه وكذلك أيضا الماء إذا سخن لدرجة كبيرة لا يستطيع إنسان أن يلمسه فإذا ربطنا بين جسم الإنسان وهذه النظرية نجد أن الإنسان في القتال لابد أن يتصف بالليونة في الأداء والقوة والصلابة داخلها بحيث يصعب علي الخصم تحريكه أو إرباك دفاعاته حيث يكون في أشد حالات الهدوء ففي بعض الأحيان يضطر المقاتل أن يرخي نفسه أمام الخصم فيستطيع أن يتفادى هجوم قوي من الخصم أو يهرب من أي لكمة مفاجئه أو يسحب الخصم بطرق فنية معينة كل هذه الأشياء محتاجة لليونة لكي تتم هذه المهارات بكفاءة أي (قابل القوة بالليونة) وأحيانا أخرى نحتاج إلى القوة والصلابة في التعامل مع الخصم في الكثير من المهارات بمعني أن نقابل الكثرة بالقوة ولكن القوة الغاشمة ليس لها معنى والليونة القاتلة قد تتيح للخصم أن يسيطر عليك فلابد أن يجمع المقاتل بين الاثنين كي يضمن أن يكون مقاتل فذ لا يقهر بسهولة
- يقول الحكيم الصيني تي:

" إن أطول وأقوى طرف يؤدي إلى أضعف تأثير وأقصر وأضعف طرف يؤدي إلى أقوى تأثير"
المعنى: ـ
إذا قام اللاعب بضرب الخصم بأطول وأقوى طرف في عينه مثلا فسوف يؤدي هذا إلى إصابة اللاعب بكدمات حول العين أما إذا قام اللاعب بضرب الخصم بأصغر واضعف طرف وهو الإصبع في نفس المكان وهو العين فسوف يؤدي هذا آلي أكبر تأثير وهو خرق عين الخصم أي أننا نستخدم أضعف وأصغر سلاح للإطاحة بخصم غاية في القوة وهذا من اشد الأسلحة فتكا بالخصم.
- قائل النظرية هو الحكيم كـانو:

"مطلوب أكبر تأثير بأقل مجهود عقلي وبدني"
المعنى، يجب علي اللاعب أن يتقن ويحكم تأثير ضربته وذلك بتوافق العقل والجسد في وقت واحد للإطاحة بالخصم في أقل وقت وبدون بذل مجهود كبير علي الخصم ويتمثل ذلك في الأصابع فمن الممكن أن تطيح بخصم غاية في القوة بضربه بسيطة من إصبعك في مقدمه الحنجرة أو الخصية.
- قائل النظرية هو تشاو لي هونج:

للصد ثلاثة أنواع
الأول: دفع مسبق.ويكون دفاعك عبارة عن الهجوم علي الخصم في لحظة إعداده للتحرك
الثاني: دفاع وسط. ويكون دفاعك مصحوب بهجوم علي الخصم في منتصف طريق لكمة الخصم
ثالثا: دفاع مؤجل. ويكون بعد أن تكتمل لكمة الخصم وفي هذه الحالة اهجم علي الخصم بعد دفاعي

## معرض صور

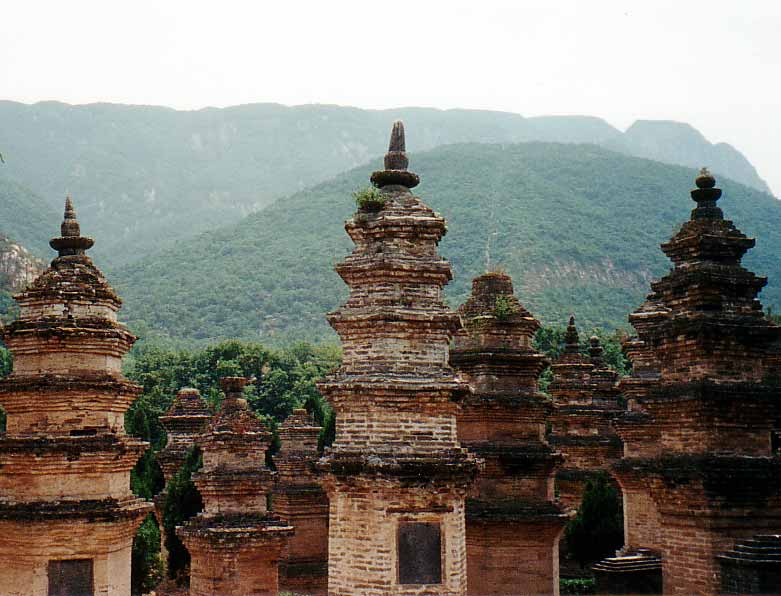
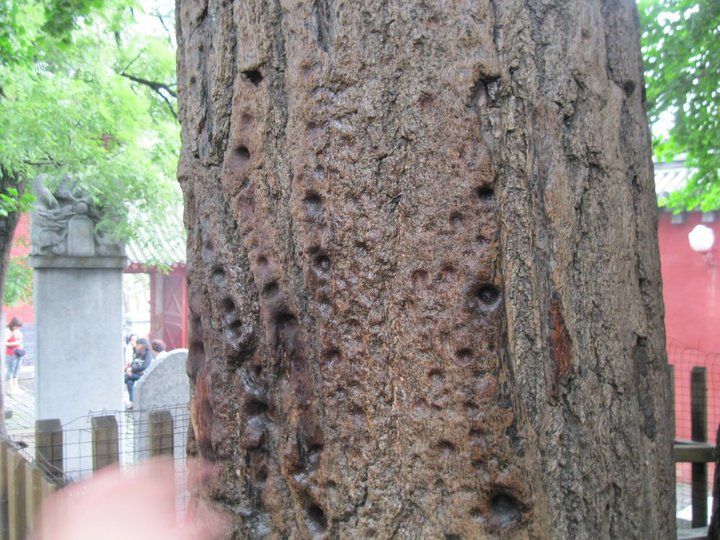
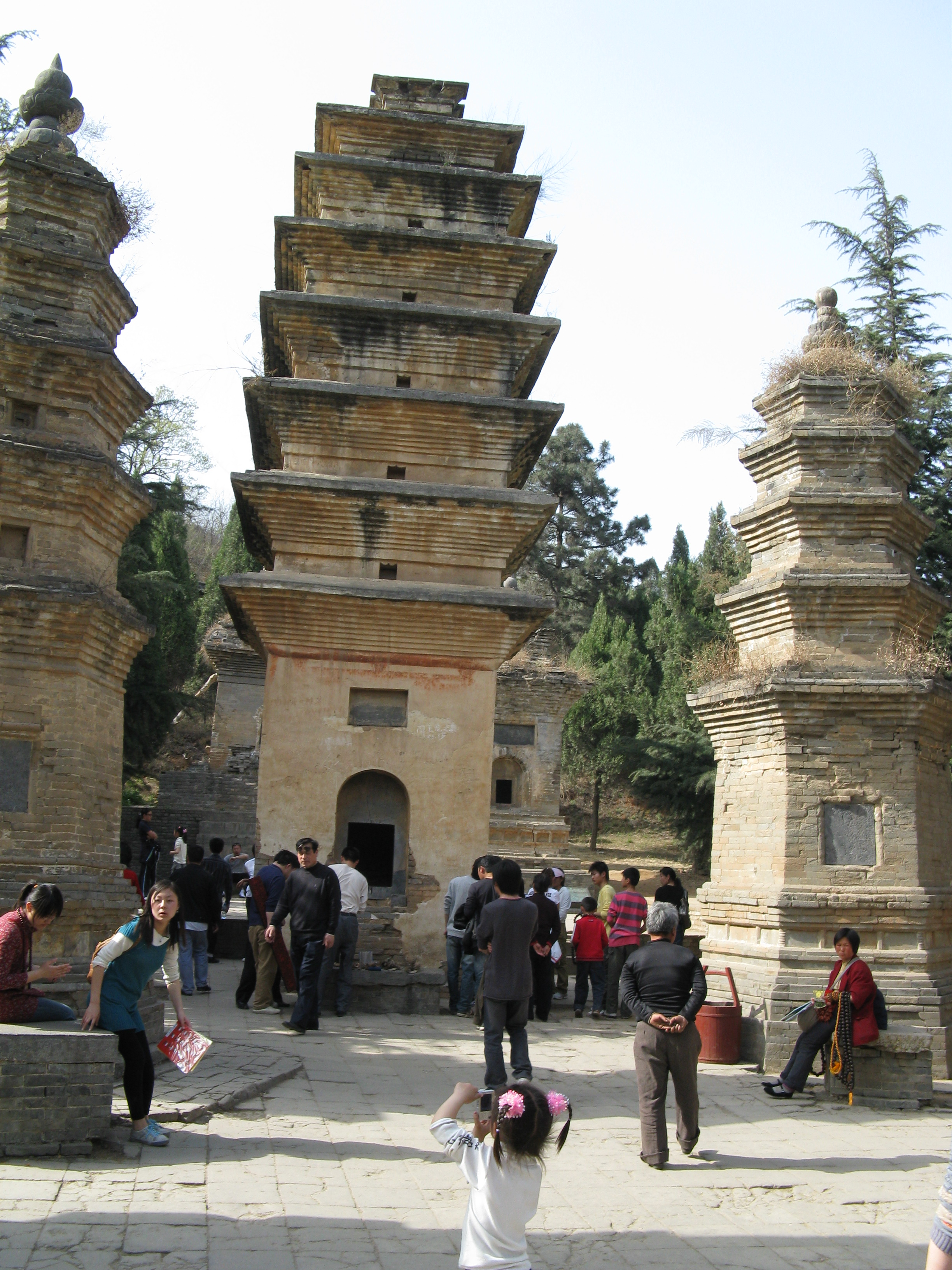
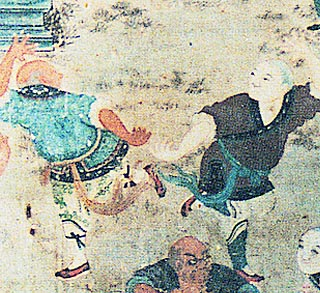
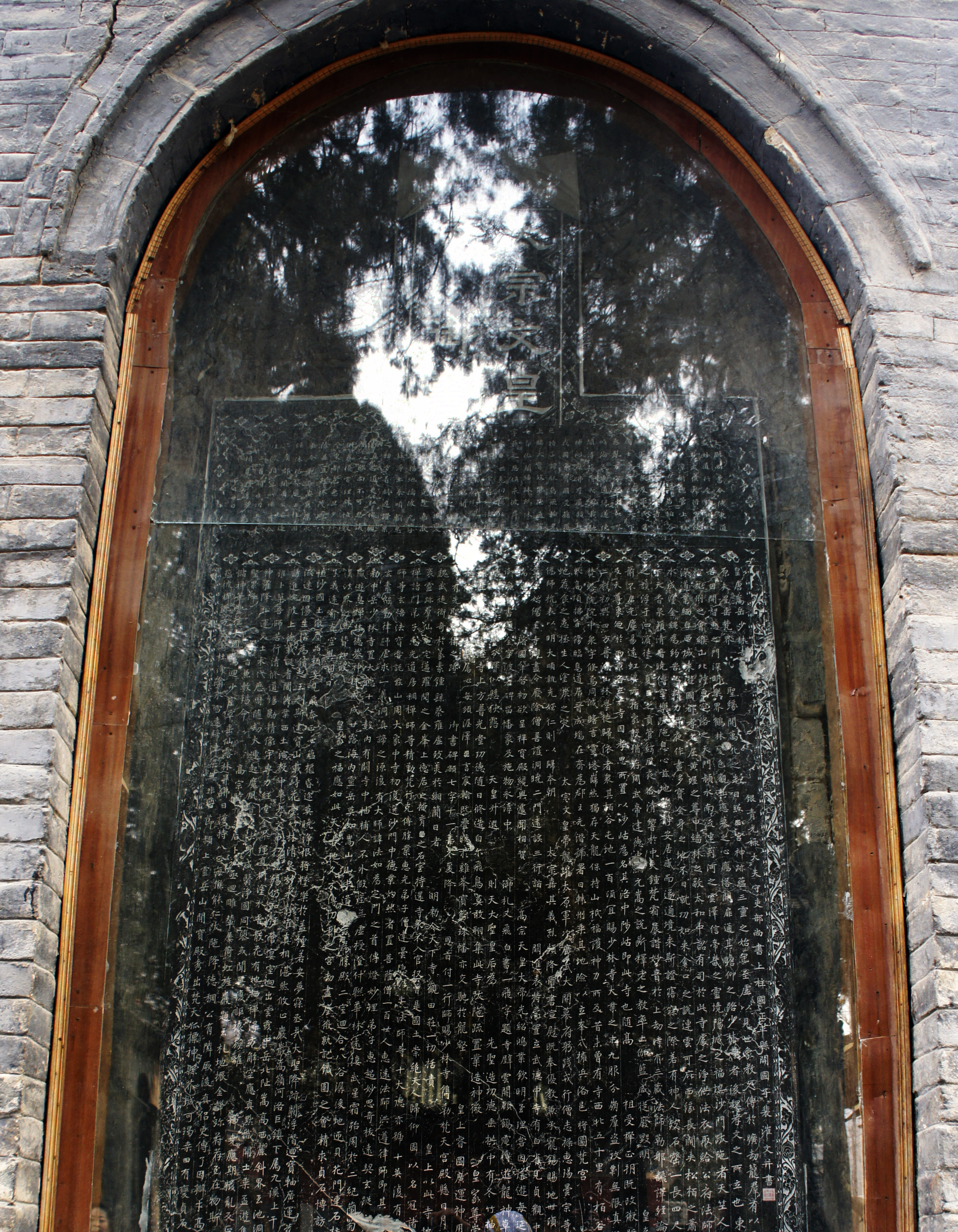

## انظر ايضاً
- قائمة مواقع التراث العالمي في الصين